# Посолство на България в Хелзинки
Посолството на България в Хелзинки е официалната дипломатическа мисия на България във Финландия. Посланик от 2012 г. е Любомир Т. Тодоров.
То е разположено на ул. „Kuusisaarentie“ 2 B. Връзки с посолството: тел.: + 358 9 458 40 55, 458 40 35; Fax: + 358 9 458 45 50; e-mail: Embassy.Helsinki@mfa.bg.
Съставът в момента е променен. Имената не са обновени..

## Състав на мисията
- Нина Симова – извънреден и пълномощен посланик
- Ралица Джубраилова-Чорбаджийска – първи секретар (политически, икономически, културни въпроси и медии)
- Венета Заякова – втори секретар (консулски, културни и пресвъпроси)
- Росица Минкова – експертен сътрудник в Консулската служба
- Никола Борисов – шофьор, технически сътрудник

## Други мисии във Финландия
- Маури Туомиваара – почетен консул, консулски окръг Лапландия със седалище в Кеми

## Посланици на България във Финландия
- Михаил Йовев – пълномощен министър (от 10 март 1944)
- Трайчо Доброславски – пълномощен министър (от 18 август 1956)
- Анани Панов – пълномощен министър (от 25 август 1961)
- Анани Панов – посланик (от 8 март 1963)
- Вълко Шиваров – посланик (от 7 април 1964)
- Борис Стоев – посланик (от 5 декември 1969)
- Крум Христов – посланик (от 20 ноември 1972)
- Асен Нейков – посланик (от 11 януари 1974)
- Стоян Желенски – посланик (от 8 август 1977)
- Христо Сантов – посланик (от 25 май 1979)
- Иван Вражилов – посланик (от 16 септември 1983)
- Валери Пчелинцев – посланик (от 25 март 1988)
- Венцислав Иванов – временно управляващ (от 1993)
- Стоян Денчев – посланик (от 28 октомври 1994)
- Пламен Петков – посланик (от 1 септември 1995)
- Елена Кирчева – посланик (от 2 септември 1999)
- Кирил Димитров – временно управляващ (от 6 юли 2001)
- Венелин Цачевски – посланик (от 29 ноември 2003)
- Пламен Бончев – посланик (от 12 октомври 2006)
- Ралица Джубраилова – временно управляващ (от януари 2011)
- Любомир Т. Тодоров – посланик (от 23 август 2012)